# Szemző Tibor
Szemző Tibor (Budapest, 1955 – ) nemzetközileg elismert magyar zeneszerző, előadó, médiaművész. Zeneszerzői munkáihoz gyakran kapcsolódnak beszélt szövegek, filmek és más médiumok. Installációkat és filmeket készít, zenét komponál saját és mások filmjeihez, valamint pályája indulása óta aktívan koncertezik Magyarországon és külföldön is egyaránt.

## Életrajz
Felvidéki eredetű, a második világháború és a szocializmus következtében deklasszálódott középosztálybeli családba született Budapesten. Zenei képzése a Kodály-módszer jegyében zajlott, az általános iskolát zenei tagozaton végezte. A középiskolában finommechanikai műszerésznek tanult, amit félbehagyott, hogy 17 éves korától minden idejét a hangszeres tanulmányoknak szentelhesse.
Két év alatt elvégezte a Bartók Béla Konzervatóriumot, majd a Liszt Ferenc Zeneművészeti Főiskolán tanult tovább (1976-79). A Moholy-Nagy Művészeti Egyetemen Média Design diplomát (2014) a Magyar Képzőművészeti Egyetemen DLA-fokozatot (2017) szerzett.
1973-ban alapította az improvizatív kamarazenét játszó Szemző kvartettet (eredetileg triót), amely később beolvadt Szemző és főiskolai diáktársai, barátai (Melis László, Soós András, Gőz László) által 1979-ben alapított és 1989-ig aktív 180-as Csoportba. A 180-as Csoport a zenei minimalizmus terjesztésében, új zeneművek létrehozásában és a magyar kortárs zenei nemzetközi megismertetésében kiemelkedően jelentős szerepet töltött be, kimagasló hazai és nemzetközi karriert tudhatott magáénak. ] A Csoport fennállásának 10 éve alatt a műfaj számos jelentős képviselőjével dolgozott együtt. Emellett Szemző 1983-tól szólókarrierbe kezdett, ebben az időszakban készült a csoport számára komponált művek mellett az élő elektronikát alkalmazó Vizi-csoda c. műve is. Első szólólemezét (Pillanatkép a Szigetről, 1987) a londoni Leo Records adta ki, amely 2003-ig kiadványait gondozta, 1993-tól alkalmanként a magyar Bahia Records-szal koprodukcióban.
Szemző film iránti érdeklődése a 180-as Csoport narrátorával, Forgács Péter médiaművésszel való évtizedeken átívelő együttműködésétől ered, és Forgács filmjeihez írt zeneművekkel indult. Szemző 1985-ben kezdett önálló, zenei alapon álló filmes munkákba, amely médium folyamatosan jelen van a tevékenységében. 1986/87-ben alapította a Takarmánybázis nyitott zenei formációt. A csoport projektjei részben multimédia események voltak, és néhány kiadványuk jelent meg, a Forgács-filmekkel összefüggésben. 1996-ban hívta életre a Gordiusi Čomó Kreatív Zenei Laboratóriumot, amely 2007-ig működött.
Nagy sikerű és díjnyertes filmje a Kőrösi Csoma Sándor zarándok, nyelvész és tibetológus életével foglalkozó, animációs és 8 mm-es felvételeket egyaránt használó Az élet vendége – Csoma-legendárium című mozifilm (1999-2006) valamint annak színpadi változata Törőcsik Mari és Susannah York főszereplésével készült. A Csoma-film közvetlen előfutárai a Hamvas Béla prózájára írt Láthatatlan Történet (1996-2000), és a Túlsó Part (Japán, 1996) voltak. További kiemelkedő állomásokat képvisel az életműben a Tractatus, Ludwig Wittgenstein Tractatus Logico-Philosophicus c. művének szövegeit használó kamaradarabja (1991-1995), az Örvény c. film (1996), illetve az Örvény Oratórium (CD, 1999), a 2008 és 2018 közötti tíz éves ciklust felölelő multimédiás Franz Kafka-sorozat, a »K«metszetek, valamint a 2020-as évek folyam-közelítései. Időről időre saját formációi mellett más csoportokkal illetve társulatokkal is együttműködik.
Szemző zenei tevékenysége a nyolcvanas évek eleje óta, a korszak jellemző művészeti gyakorlatának megfelelően nyitott a társművészetekre, a művészeti ágak határterületeire, a film és színház mellett különösen az irodalomra és a képzőművészetre. Számos performance résztvevője, alkotója, ő maga is készít installációkat. Rendszeresen dolgozott együtt a szentendrei Vajda Lajos Stúdió tagjaival, Szirtes János képzőművésszel, akivel közösen tagja volt az Új Modern Akrobatika performance-zenekarnak (1987-1991), illetve számos alkalommal dolgozott Roskó Gábor képzőművész-oboaművésszel, ugyanígy a kilencvenes évek elején Waliczky Tamással. Alkotásaiban a verbalitás, a beszédhang, a soknyelvűség és a mozgókép egyaránt alapvető szerepet játszik, szoros egységben jelenik meg.

## Zenemű, multimédia darab
- Kafka-szigetek 2025, hang-, és film-installáció, Hangdóm, Magyar Zene Háza, Budapest
- II. vázlat – Mintha a Kailash lenne... 2002/2024, kontra-alt fuvolára és big bandre
- Memory Shards – Egy igaz szerelem története ada kaleh szigetén a cigarettagyárban, a lassú eláraszás idején 2024, mozi-koncert, zenészekre és TJ-re, filmvetítéssel
- Csoma Kaleidoscope 2023, hang-, és film-installáció, Hangdóm, Magyar Zene Háza, Budapest
- Two Morsels 2022, hárfára és saxofonra, a Duo Sera szíves felkérésére
- Emlékszilánkok – Hommage á W.G. Sebald, Magyar Péter Összekötő emlékére  2021, Két kompozíció emberi hangra, kontra-alt fuvolára, ütőhangszerekre és egyéb hangokra
- Ezüstmadár és a Biciklis 2020, mozikoncert, narrátorra, énekhangra és hangszeres szólistára
- FLOW 2019 –, elekrtroakusztikus folyam-jegyzetek
- »K«metszetek 2008-2018, tizenkilenc tétel kamaraegyüttesre, emberi hangokra és filmre (szöveg: Franz Kafka)
- Korai Bánat - Danilo Kiš 80. 2015, rádiódarab a Magyar Rádió számára, Németh Gáborral
- Fövenyóra 2014, kamaraegyüttesre és emberi hangokra (szöveg: Danilo Kiš)
- Kőfaltorta 2013, mozikoncert, öt előadóra, filmekkel
- Üzenet – dr. Kafka utolsó szerelme 2013, mozikoncert (Forgách András szövegkönyve) a Művészetek Palotája támogatásával
- A császár üzenete – rádiójáték 2010/11, (Forgách András szövegkönyve) a Magyar Rádió felkérésére
- CSOMA – opera cinematique 2008, az Era New Horizons (Wroclaw) és a  Művészetek Palotája támogatásával
- Hamlet – kamaraopera három hangra és kiszenekarra 2007, a Szegedi Nemzeti Színház (Horváth Péter) felkérésére (szöveg: W. Shakespeare)
- Mit látsz! 2005, kamaraegyüttesre és Ottlik Géza hangjára, a Magyar Rádió felkérésére
- Csoma-legendárium 2004, kamaraegyüttesre és emberi hangokra, (Sári László szövegkönyve nyomán) a Magyar Rádió felkérésére
- Dunai exodus: The Rippling Currents Of The River 2002, Forgács Péterrel, Getty Museum, Los Angeles
- Arboretuum 2002, kamaraegyüttesre és hangokra (az Off Dance Company felkérésére)
- South of no North – (a koszovói háború gyermekei) 2001, tíz tétel különféle hangszerekre és emberi hangokra
- Láthatatlan Történet – hét vázlat Hamvas Béla szövegeire 1996-2000, beszélőre és kevert együttesre
- A túlsó part 1997, emberi hangokra, kamaraegyüttesre
- Örvény Oratórium – videóoratórium 1996, Forgács Péterrel (film)
- Átjárás? 1996, 8mm-fónra, hangokra és basszusfuvolára mozgó képekkel
- Symultan 1995/96, emberi hangokra és hangforrásokra, Decsényi János (MR) és Bari Károly felkérésére
- Tractatus 1991-95, emberi hangra, 1-7 előadóra és anyanyelvi beszélőkre
- 33 tétel vonósnégyesre és egyéb hangszerekre 1994, vonósnégyesre és más hangszerekre
- Snap Two 1993, basszusfuvolára, emberi hangra és élő-elektronikára
- Sirály 1992, korál-variáció vonósnégyesre és tablára
- Quintet 1992, asztali akrobatára és vonósnégyesre
- Doppelkonzert 1989-91, installáció-concerto két szólistára, komputer-vezérelt szintetizátorokra és rádiókra (a Soros Center/Budapest, Museum Moderner Kunst/Bécs megrendelésére)
- Koponyaalapi törés no.2. 1989, zene/installáció öt előadóra, népi együttesre, narrátorra és TV-re, operatőrre és videóra (az Ars Electronica Festival megrendelésére)
- Privát kijáratok 1988/89, hangképek hat előadóra, családi mozikkal a Wiener Festwochen/Töne und Gegentöne (Bécs) felkérésére
- Privát Magyarország 1988, Forgács Péterrel, 8mm-fónra, emberi hangokra, fuvolára és elektronikára családi mozikkal az Ars Electronica ’88 Fesztivál felkérésére, Linz, Ausztria
- Optimista előadás (In Memoriam Erdély Miklós) 1988, concertino lemezjátszóra és kevert együttesre
- Mérgezett idill 1987, zenei installáció öt Cigányzenekarra, Pesti Vigadó
- Pillanatkép a szigetről 1986, basszusfuvolára és emberi hangra, madárhangokra és élő-elektronikára
- Koponyaalapi törés 1984, narrátorra és TV-re, kamarazenekarra és népi együttesre (szöveg: P.Havlicek)
- Vonatút 1983, huszonegy hangszerre
- Vizi-csoda 1982/83, fuvolákra és magnetofonokra
- A halál szexepilje (In Memoriam Tibor Hajas) 1981, kamaraegyüttesre és gyermek narrátorra

## Film
- 2nd Sketch – Seems Like Kailash 20’ (8mm / video) Fodderbasis 2002/2024
- Double Waves – for Phill Niblock 15' (8mm / video) Sugár Jánossal – Fodderbasis 2024
- Egy igaz szerelem története Ada Kaleh szigetén, a cigarettagyárban, a lassú elárasztás idején  50' (8mm / video) – Fodderbasis 2023
- Distance Predica 7' (8mm / video, BW) – Fodderbasis 2021
- Substance of a Dream 15' (8mm / video) – Fodderbasis 2021
- Novi Sad Rolls 29' (8mm / video, BW) – Fodderbasis 2019
- Swier Batfilm 9' (8mm / video, BW) – Fodderbasis 2017
- Vágy, hogy indiánok lehessünk 25' (8mm / video) – Budapest Film Produkciós Kft. 2014
- A jéghegy csúcsa 17' (8mm/ video) – Gordioso Film / Duna Műhely 2011
- A halál szexepilje 12' (video) – Gordioso Film / Duna Műhely 1990/2010
- Láthatatlan történet 27' (8mm / video) – Gordioso Film / Duna Műhely 2009
- Az élet vendége – Csoma-legendárium 78' (8 / 35mm, színes) – Mediawave 2000 Kft. 2006
- Ez van! 11' (8mm / video, fekete-fehér) – Kép-Árnyék Bt. 2005
- Csoma Story – első vázlat 7' (8mm / video) – Gordioso Film 2001
- A Túlsó part 20' (8 / 35mm, színes) – BBS / Duna Műhely 1998
- CUBA 32' (8 / 16mm, fekete-fehér) – BBS 1993
- Koponyaalapi Törés 20' (video) – Balázs Béla Stúdió 1985

## Installáció
- Kafka-szigetek 2025, hang-, és film-installáció, Hangdóm, Magyar Zene Háza, Budapest
- Átjáró 2024 – mobiltelefonokra (Nemesi Tivadar felkérésére) 2B Galéria, Budapest
- Csoma Kaleidoscope 2023 – hang-, és film-installáció, Hangdóm, Magyar Zene Háza, Budapest
- Earth Time 2017, installáció, a Finn Bio Art Society felkérésére, Városi Muzeum Oulu, Finnország
- »K«metszetek 2017, Kassák Múzeum, Budapest
- I am Czechoslovak But Living in the South 2014, zenei installáció, Brno, Csehország
- K1 –Danilo Kiš emlékszoba 2014, multimedia installáció, MOME, Budapest
- Láthatatlan történet 2008,  film-, és hanginstalláció, a WRO Art Center felkérésére, Wroclaw, Lengyelország
- Későújkori tekercsek 2005, film és hanginstalláció, az Ernst Múzeum (Allen Siegel) felkérésére, Budapest
- Loop 1998, hanginstalláció a st. pölteni Hangtoronyra, a Klangturm felkérésére, St Pölten, Ausztria
- Egy másik part -angyalkar 1998, hanginstalláció a bécsi Graben pestistornyára, a CBB / Easterfest '98 felkérésére, Bécs, Ausztria
- Tranzit II. 1995, installáció zsebrádiókra, Liget Galéria, Budapest
- Tranzit 1993 installáció zsebrádiókra (Kassel, Németország)
- Doppelkonzert 1989-91, installáció-concerto két szólistára, komputer-vezérelt szintetizátorokra és rádiókra, Műcsarnok, Budapest, Museum Moderne Kunst, Bécs, Musée des Monuments français, Párizs
- Vízizene 1985, installáció cigányzenekarra és csónakokra, Városligeti tó, Budapest

## Zene/Hangkép filmekhez
- Kafka-szigetek 2025 – hang-, és film-installáció, Hangdóm, Magyar Zene Háza, Budapest
- II. vázlat – Mintha a Kailash lenne... 2002/2024 (Szemző Tibor)
- Csoma Kaleidoscope 2023 (Szemző Tibor)
- Double Waves 2021 (Szemző Tibor és Sugár János)
- Distance Predica 2021 (Szemző Tibor)
- Substance of a Dream 2021 (Szemző Tibor)
- Swier Batfilm 2017 (Szemző Tibor)
- 1945, 2017 (Török Ferenc)
- Vágy, hogy indiánok lehessünk 2014 (Szemző Tibor)
- A jéghegy csúcsa – vázlat 2011 (Szemző Tibor)
- A halál szekszepilje 1990/2010 (Szemző Tibor)
- Láthatatlan történet 2009 (Szemző Tibor)
- Egy Másik Bolygó 2007 (Moldoványi Ferenc)
- A Guest of Life – Alexander Csoma De Körös 2006 (Szemző Tibor)
- Shonenko – Emerald Horizon 2005 (Shuhei Fujita)
- Emerald Horizon 2005 (Shuhei Fujita)
- What There Is 2005 (Tibor Szemző)
- A Fekete Kutya 2002 (Forgács Péter)
- Children – Kosovo 2000 (Moldoványi Ferenc)
- Heroine 2000 (Mona Mechler)
- Sunset On Left 2000 (Fésős András)
- Angelos Film 1999 (Forgács Péter)
- Paragraph 175 1999 (Rob Epstein és Jeffrey Friedman)
- Dunai Exodus 1998 (Forgács Péter)
- Csermanek Csókja 1997 (Forgács Péter)
- Maelstroem 1997 (Forgács Péter)
- Osztálysorsjegy 1997 (Forgács Péter)
- Az Út 1996 (Moldoványi Ferenc)
- Örvény 1996 (Forgács Péter és Szemző Tibor)
- A Semmi Országa 1996 (Forgács Péter)
- Urán 1995 (L. Lugo László)
- Polio / The Last World 1995 (Csillag Ádám)
- Miközben Valahol… / Ismeretlen Háború No.5. 1994 (Forgács Péter)
- Egy Úrinő Notesze 1993 (Forgács Péter)
- Simply Happy 1993 (Forgács Péter és Alfred Wulffers)
- CUBA 1993 (Szemző Tibor)
- Polgár Szótár 1992 (Forgács Péter)
- Wittgenstein Tractatus 1992 (Forgács Péter és Szemző Tibor)
- D. Film 1991 (Forgács Péter)
- A Nap Fiai 1991 (Antal Yussuph)
- N. Úr naplója 1990 (Forgács Péter)
- Vagy-Vagy 1990 (Forgács Péter)
- Meteo / Eckermann Álmai 1989 (Monory M. András)
- A Fény Képeiről 1989 (Peternák Miklós)
- Szibériai Nyár 1989 (Dér András)
- Dusi & Jenő 1989 (Forgács Péter)
- Apa És Három Fia 1988 (Forgács Péter)
- Koponyaalapi Törés 1987 (Szemző Tibor)
- K. Vénusz 1985 (Peternák Miklós)
- Vonatút 1983 (Erdély Miklós)

## Zene performanszhoz
- Pontos mint az atomóra 2019 Uj Modern Akrobatika, Miskolc
- A favágó hobbija 2015 Tasnádi Józseffel és Roskó Gáborral, Budapest
- SZJ60 2014 Szirtes János, FeLugossy László, Simkó Beatrix, Zsolnay Negyed, Pécs
- Hordók 2013 Böröcz Andrással, Vylyan Pincészet, Villány
- Kő-Kenyér 2009 Böröcz András, PIM Budapest
- Sunyi 1992 Minyó Szert Károllyal, Ujlak / Budapest
- Trio 1992 FeLugossy Lászlóval és Szirtes Jánossal, Helsinki / Finnország
- Beszélgetések 1991 Waliczky Tamással, Etampes/Franciaország, Szkéné/Budapest (1992)
- Csontok 1990 Szirtes Jánossal és Magyar Péterrel, Magyar Intézet Szófia/Bulgária
- Halálos Delej 1989 Angelus Ivánnal, Budapest, Salzburg, Berlin East/West
- Private Hungary 1988 Forgács Péterrel, Ars Electronica ’88/Austria
- Comecon 1985 Forgács Péterrel
- Vaskor 1985 Forgács Péterrel, Ernst Múzeum
- Visszhang 1985 Wolfgang Ernsttel, Szirtes Jánossal és öt rajkó hegedűssel, Műcsarnok/Budapest
- Csodaszarvas 1984 Szirtes Jánossal és Menyhárt Jenővel, Plánum Fesztivál, Budapest
- Gyorsúszás 1984 Szirtes Jánossal, Kossuth Klub/Budapest
- Növény 1983 Szirtes Jánossal, Budapest és Breitenbrunn/Austria
- Avanti 1983 Szirtes Jánossal
- Múló Rosszullét 1981 Szirtes Jánossal, KEK/Budapest

## Zene színházi előadáshoz
- Hamlet 2007 kamaraopera 3 énekhangra és kamaraegyüttesre a Szegedi Nemzeti Színház felkérésére (Horváth Péter rendezése)
- Arboretuum 2002 kamaraegyüttesre és énekhangokra (Angelus Iván és az Off Dance Company felkérésére)
- Csehov: Sirály 1992 színielőadás (Bálint István rendezése)
- Másik Pillanatkép 1988 táncelőadás (Elisa Monte Dance Company / N.Y.C.)
- Let’s Go Out And Dance 1985 árnyjáték (Angelus Iván)
- Tükrök 1982 mozgásszínházi előadás (Angelus Iván)

## Diszkográfia
- Invisible Story Mini LP 2023 Fodderbasis FOB68
- SNAP #2 LP 2022 Takarmánybázis FOB67
- ARBO X LP 2021 Takarmánybázis FOB66
- Snapshot from the Island LP 2020 Takarmánybázis FOB65
- CSOMA LP 2020 Takarmánybázis  FB 063
- »K«metszetek LP+filmek 2018 Takarmánybázis  FB 62
- Az élet vendége – Csoma-legendárium DVD 2008, Fantasy Film
- South Of No North CD 2003, Leo Records/Kbazovsky Ház CD LR 361
- Dunai Exodus CD 2002, Leo Records/Kbazovsky Ház CD LR 352
- Láthatatlan Történet CD 2001, Leo Records CD LR 311
- Balra a Nap CD 2000, Bahia Music CDB 071
- Another Shore CD (Angels as Pilots Antológia) 2000 Angel Lab, Austria
- Örvény Oratórium CD 2000, szerzői kiadás, Takarmánybázis  FOB 021
- A Túlsó Part CD 1999, Leo Records, London/Bahia Music CD LR 281
- Pillanatkép a Szigetről CD 1999 Leo Records/Bahia Music CD LR 277
- Tractatus Lullaby 1999 Schrattenberg Anthology, Austria
- Vizi-csoda CD (Ittzés Gergely: Solos) 1999 Hungaroton HCD 31785
- Viszonylagos Dolgok CD 1998, Leo Records, London CD LR 250
- Symultan CD 1997 (Magyar hangtájak) Magyar Rádió, HEAR 101
- The Gordian Knot MC 1996 (Magyar, Szemző, Tóth) szerzői kiadás
- Tractatus CD 1995, Leo Records, London CD LR 227
- The Sex Appeal Of Death/Airy Wedding CD 1994 (a Musicworks Magazine melléklete) Toronto, Kanada
- Az Utolsó Magyar Bakelit SP 1994, Takarmánybázis
- Duo Martin Groenewelddel CD 1984 (Growthrings Anthology) Hermit Foundation, Csehország
- A Lelkiismeret / Narratív Kamaradarabok CD 1993, 1999 Leo Records/BBS/Bahia Music, London/Budapest CD LR 185
- Ain't Nothing But A Little Bit Of Music For Moving Pictures CD 1992 TomK Records/BBS, Prága, Csehszlovákia
- Sub-Carpathia CD (Looking East/Electronic East) 1981 Erdenklang, Nyugat-Németország
- Meteo/Eckermann Álmai LP 1990 Hunnia
- Privát Kijáratok LP 1989 HPS
- Pillanatkép a Szigetről LP 1987, CD 1999 Leo Records, London
- Vizi-csoda No.1. LP,CD (180-as Csoport) 1983 Hungaroton, SLPX HCD 12545

## Színészi munka
- Tiszta lap – Úr hangja (rendezte: feLugossy László, Szirtes János, 2002)
- Aranymadár – Narrátor (rendezte: Szaladják István, 1999)
- Önuralom (rendezte: feLugossy László,1988)[33]

## Válogatott események
- Kafka-szigetek2025 Hangdóm, Magyar Zene Háza
- P. in Our Minds - Phill Niblock memorial, 2024 Maienbad Film Festival
- MAO plays Szemző 2024 Transparent Sound Festival, Budapest Music Center
- Csoma Kaleidoscope 2023 Hangdóm, Magyar Zene Háza
- AMBYSS S 2022 O.Z.O.R.A. Fesztivál, Dágpuszta
- Ezüstmadár és a Biciklis 2021 Electrify vol. 21, Trafó, Budapest
- Dr Kafka utolsó szerelme (Cseh nyelvű előadás) Opera Nova Fesztivál, Nemzeti Színház, Prága 2019
- Budapest Music Center 2013-2024
- A38 Hajó, Budapest 2003-2020
- Művészetek Palotája, Budapest 2008- 2019
- Buddhist International Film Festival 2009, Barbican Center, London
- Kolkata International Film Festival 2007, India
- Tribeca Film Festival NYC, 2007
- Getty Museum, Los Angeles 2002
- Alternativa 2001 Moszkva
- San Francisco Jewish Film Festival
- Angelica 2000, Bologna, Olaszország
- Prague New Music Marathon 1996,1998, 2000
- Unsung Music 1996 and 2000, Queen Elizabeth Hall, London
- Varsói Őszi Fesztivál 1995, Lengyelország
- Music Now from Hungary 1994, Yokohama, Japán
- Ars Electronica 1988 and 1989, Linz, Ausztria
- Wiener Festwochen 1988
- New Music America 1986, Houston
- Festival d'automne à Paris 1981